# Juan Alberto Melgar Castro
Juan Alberto Melgar Castro (* 26. Juni 1930 in Marcala, Departamento
La Paz; † 2. Dezember 1987 auf der Hacienda de San Antonio, Departamento Cortés) war ein honduranischer General und vom 22. April 1975 bis zum 7. August 1978 Präsident von Honduras.

## Leben
Unter Tiburcio Carías Andino trat er in die Guardia de Honor Presidencial ein. Anschließend ging er auf die Offiziersschule, wo er zum Capitán befördert wurde. Er wurde Kommandant des Primer Batallón de Infantería und Kommandant der Zona Militar von San Pedro Sula.
1972 im Regierungskabinett von Oswaldo López Arellano wurde er Regierungsminister und Justizverwaltungsminister. 1975 wurde Oberbefehlshaber der Fuerzas Armadas de Honduras.
Als Folge des Bananagates wurde am 22. April 1975 Oswaldo López Arellano durch Juan Alberto Melgar Castro als Staatschef eingewechselt.
Juan Alberto Melgar Castro verstaatlichte die Eisenbahn der United Fruit.

## Masacre de Los Horcones
Am 25. Juni 1975 ermordeten Soldaten 15 Personen, darunter zwei Priester auf der Hacienda Los Horcones, von Manuel "Mel" Zelaya, dem Vater von Manuel Zelaya in Olancho.
Manuel Zelaya, Carlos Bahr, Major José Enrique Chinchilla, Unterleutnant Benjamín Plata wurden für die Morde zu Haftstrafen verurteilt, in das
Penitenciaría Central gebracht und aufgrund einer Amnestie von Policarpio Juan Paz García auf freien Fuß gesetzt.
Major Benjamín Plata, wurde von der Regierung von Roberto Suazo Córdova als Militärattaché nach Panama gesandt.
Während seiner Amtszeit wurde eine Mediationsvereinbarung zur Lösung des Grenzkonfliktes mit El Salvadors unterzeichnet. Der Konflikt war zum Fußballkrieg eskaliert. Am 19. Juli 1976 wurde eine Freihandelszone in Puerto Cortés dekretiert. In seiner Regierungszeit wurde der Betrieb von Spielcasinos und privaten Universitäten gesetzlich sanktioniert.

## Regierungskabinett
- Regierungsminister und Minister für Justizverwaltung: Juan Ángel Arias Rodríguez
- Außenminister: Roberto Palma Gálvez
- Minister für innere und äußere Verteidigung: Francisco Ruíz Andrade
- Bildungsministerin: Lidia Williams de Arías
- Finanzminister: Porfirio Zavala Sandoval
- Wirtschaftsminister: Benjamín Villanueva
- Minister für Kommunikation, Transport und öffentliche Arbeiten: Mario Flores Theresín
- Sozial- und Gesundheitsminister: Enrique Aguilar Paz
- Minister für Arbeit und soziale Vorsorge: Adalberto Discua Rodríguez
- Minister für Bodenschätze: Rafael Leonardo Callejas
- Minister für Kultur, Tourismus und Propaganda: Efraín Lisandro González Muñoz
- Leiter des Wirtschaftsplanungsrates: Arturo Corleto Moreira
- Leiter des Instituto Nacional Agrario: Fabio David Salgado

Als Oberbefehlshaber der Fuerzas Armadas de Honduras wurde er durch Policarpo Paz García abgelöst, welcher bis zum 8. August 1978 brauchte, um ihn seinerseits zu stürzen. Die Junta, welche ihn stürzte, bestand aus General Policarpio Juan Paz García, General Domingo Álvarez Cruz, Oberkommandierender der Fuerza Aérea Hondurena und General Amílcar Zelaya Rodríguez, dem Leiter der Inneren Sicherheit.
Melgar Castro starb an einem Herzinfarkt. Seine Witwe Nora Gúnera de Melgar war Bürgermeisterin von Tegucigalpa und 1997 Präsidentschaftskandidatin der Partido Nacional de Honduras.